# Тофер, Карл
Карл Тофер (эст. Karl Tofer; 23 августа 1885, Синди, Эстляндская губерния, Российская империя – 31 декабря 1942, Соликамск, СССР) – эстонский дипломат.

## Биография
После окончания средней школы в Пернове в 1905/1906 году изучал химию и машиностроение в Рижском политехническом институте. Затем работал в семейном бизнесе «Тоферс Кауфхаус» в России.
После провозглашения независимости Эстонии поступил на дипломатическую службу в 1920 году. В 1920/1921 году работал в посольстве Эстонии в Риге, в 1921 году стал консулом в Берлине. В 1923 году был назначен заместителем министра иностранных дел Эстонской Республики. С 1927 по 1931 год Работал первым послом Эстонии в Риме, одновременно аккредитован в Италии и Венгрии. С 1930 по 1932 год – посол Эстонии в Варшаве, Чехословакии и Румынии, затем снова стал заместителем министра иностранных дел. В 1933–1936 годах – посол Эстонии в СССР. В 1936 – 1939 годах представлял интересы Эстонии в Берлине и Нидерландах. В 1939–1940 годах снова был заместителем министра иностранных дел Эстонской Республики.
После присоединения Эстонии к СССР в июле 1940 года был уволен с дипломатической службы Эстонии. В следующем году был арестован НКВД и через несколько месяцев умер в лагере на территории тогдашней Молотовской области (ныне Пермский край, Россия).